# Megáll az idő
A Megáll az idő 1982-ben bemutatott magyar film, amelyet Gothár Péter rendezett Bereményi Gézával közös forgatókönyve alapján.
Az elsősorban 1963-ban játszódó nemzedéki közérzetfilmet az 1956-os forradalom és 1967 szilvesztere keretezi. A film nosztalgikusan idézi meg az alkotók ifjúkorának mindennapjait a gimnazista Köves Dinit követve, de ezt árnyalja is a szülők és tanárok jeleneteivel, akik a konszolidáció éveiben próbálnak boldogulni és szembenézni 56 kudarcával. A 67-ben játszódó kerettel pedig összességében a hatvanas évek reményeinek szertefoszlásáról is szól.
A közönségkedvenc kultfilmet már megjelenésekor kritikai elismerés övezte, megnyerte az 1982-es cannes-i filmfesztivál ifjúsági díját, a New York-i Filmkritikusok Egyesületének legjobb idegen nyelvű filmért járó, valamint a Magyar Filmkritikusok Díját. Gothár emellett a Tokiói Nemzetközi Filmfesztivál legjobb rendezőnek járó díját vihette haza. Megjelenésének évében ezt a filmet nevezte Magyarország Oscar-díjra. 2000-ben az Új Budapesti Tizenkettő, 2012-ben pedig az 53 magyar film részeként minden idők legjobb magyar filmjei közé sorolta a szakma.

## Cselekmény
1956 novemberében a Köves család feje távozásra sürgeti feleségét és gyerekeiket Budapesten, azonban Éva maradni akar, a fiúk pedig őt választják. A férfi egyedül disszidál tehát, a film pedig 1963-ban folytatódik, Dini gimnáziumában, ahol Szukics Magda első látásra beleszeret egy táncórán. A lány azzal próbálja felkelteni a fiú figyelmét, hogy járt a negyedikes Pierre-rel. Később Vilma beviszi apja pornóképeit megmutatni Dininek, aki azt találja ki, hogy adják el azokat a negyedikeseknek. Ezzel az ürüggyel beszél először Pierre-rel, aki azt se tudja, hogy kicsoda az említett lány. Rajnák igazgatóhelyettes átkutatja az osztályt a képek után, ám Szombathy osztályfőnök úgy tesz, mintha nem találná meg Dini zsebében azokat. Szóban megrója a fiút, ahol is a szex szentségéről beszél, valamint bejelenti azt is, hogy távozik az iskolából felsőbb utasításra. Helyét a "Malacpofa" gúnynévre hallgató tanárnő tölti be, aki a fiú kérdésére elárulja, hogy azért történt a csere, mert mintaiskolát akarnak az intézetből csinálni, és ebbe a képbe Szombathy tanár úr nem illett bele.
Otthon megtudjuk, hogy Dini bátyját, Gábort nem vették fel az egyetemre az apja miatt, a család pedig rövidesen egy pótapával bővül a börtönből szabadult Bodor képében. Szukics megelégelve, hogy Dini nem viszonozza szerelmét, lefekszik Gáborral, Bodor pedig néhány kevert kíséretében vigasztalja a fiút, vagy inkább okítja cinizmussal. Óvva inti attól, hogy ugráljon, feltűnősködjön, saját példáján bizonygatva, hogy abból semmi jó nem származik. Tanácsát megfogadva Dini nem jelentkezik többé az órákon, ami rövidesen feltűnik az új osztályfőnöknek. Hogy lerázza a kérdezősködését, azt mondja, hogy szerelmes belé. A kommunisták győzelméről megemlékező igazgatói beszédet Pierre szakítja félbe azzal, hogy nonszensz dolgokat kiabál bele a mikrofonba, Dinit pedig kiküldi Lovas tanárnő az osztályból, miután a "proli" és "puli" szavakon nevetgél. Ebből Rajnák igazgatóhelyettes csinál ügyet, és a fiúkat igazgatói megrovásban részesítik.
Éva megpróbálja megvesztegetni a tanárnőt a lakásán, hogy mentse fia helyzetét. Itt, és egy későbbi jelenetben megtudjuk, hogy a tanárnő házassága diszfunkcionális, férje kegyvesztett lett 1956 után, amibe idegileg beleroppant, és ő is kényszerből dolgozik tanárként. Ennek ellenére él a rendszernek ezzel a gesztusával, és abba fektetett reménnyel oktat, hogy az új generáció majd kijavítja, amit ők elrontottak. Bodor is hasonló helyzetbe kerül, kormánybizottsági tag lesz, amit attól tartva tölt be, hogy tisztességtelenné válik.
Pierre randalírozik az iskolában, majd Rajnák elől kiugrik az ablakon. Dini meglepetésére abban a kórházban találkozik vele, ahol bátyja dolgozik, ahová Gábor azért hívta, hogy kiengesztelje őt Magda miatt egy kolléganője hozzájárulásával. Gábor és Pierre Amerikába készülnek, tekintve, hogy Gábort ismét nem vették fel az orvosira. Lovasék lakásában házibulit tartanak, ahol Vilma Londonból hozott Coca-Colával és Philip Morrisszal kínálja Pierre-t, miközben a szintén általa hozott Little Richard kazetta szól a magnóban (a filmben egyébként többek között Elvis Presley és Paul Anka dalok is elhangzanak). Kiderül, hogy Bodor közbenjárása miatt mégis felvették Gábort az orvosira, szóval a részeg Dini a házibulin úgy dönt, hogy ő megy helyette Pierre-rel.
Az úton csatlakozik hozzájuk az autóban Szukics Magda, és hosszas veszekedés után végül is kibékülnek, a pár egymásé lesz a Balatonparton. Magda nem akar velük tartani Amerikába, így Pierre és Dini kettesben indulnak el, azonban az utóbbi is meggondolja magát. Pierre figyelmezteti, hogy itthon nem lesznek lehetőségei, és olyanná fog válni, mint a tanárnő férje, azonban Dini már döntött, így Magdával vonatozik vissza Budapestre.
1967 szilveszterén egy montázsból megtudjuk, hogy Malacpofa immár Rajnákkal van együtt, és közös gyerekük van, Gábor őrült tudósként kísérletezik, ahelyett, hogy tanulna, Éva férje hazajött külföldről, így hármasban ünneplik Bodorral az új évet. Végül pedig szabadnapos katonaként látjuk a teljesen lerészegedett Dinit az utcán vizelni egyedül, miközben Magda és férje a gyerekükkel elsétálnak mellette. Magda felismeri Dinit, és meg akarja szólítani, de férje nem engedi.

## Szereplők
- Iván Anikó – Szukics Magda
- Znamenák István – Köves Dénes "Dini"
- Gálfy Péter – Wilman Péter "Vilma"
- Pauer Henrik – Köves Gábor (szinkronhangja: Pelsőczy László)
- Sőth Sándor – Szalai Péter "Pierre"
- Kakassy Ágnes – Éva, Kövesék édesanyja
- Őze Lajos – Bodor László
- Hetényi Pál – Apa
- Rajhona Ádám – Rajnák
- Jozef Kroner – Szombathy, orosztanár, a régi osztályfőnök (magyar hangja: Szabó Gyula)
- Ronyecz Mária – Lovas Endréné Kertész Lívia „Malacpofa”, magyartanár, az új osztályfőnök
- Jordán Tamás – Lovas Endre
- Szabó Lajos – a gimnázium igazgatója
- Novák András – Szalai, tornatanár